# بولداگ درومند (فیلم ۱۹۲۹)
بولداگ درومند (به انگلیسی: Bulldog Drummond) فیلم جنایی ۹۰ دقیقه‌ای است به کارگردانی اف. ریچارد جونز که محصول کشور ایالات متحده آمریکا است.